# 11518 Jung
11518 Jung (1991 GB3) là một tiểu hành tinh nằm phía ngoài của vành đai chính được phát hiện ngày 8 tháng 4 năm 1991 bởi E. W. Elst ở Đài thiên văn Nam Âu.